# Bój pod Annówką

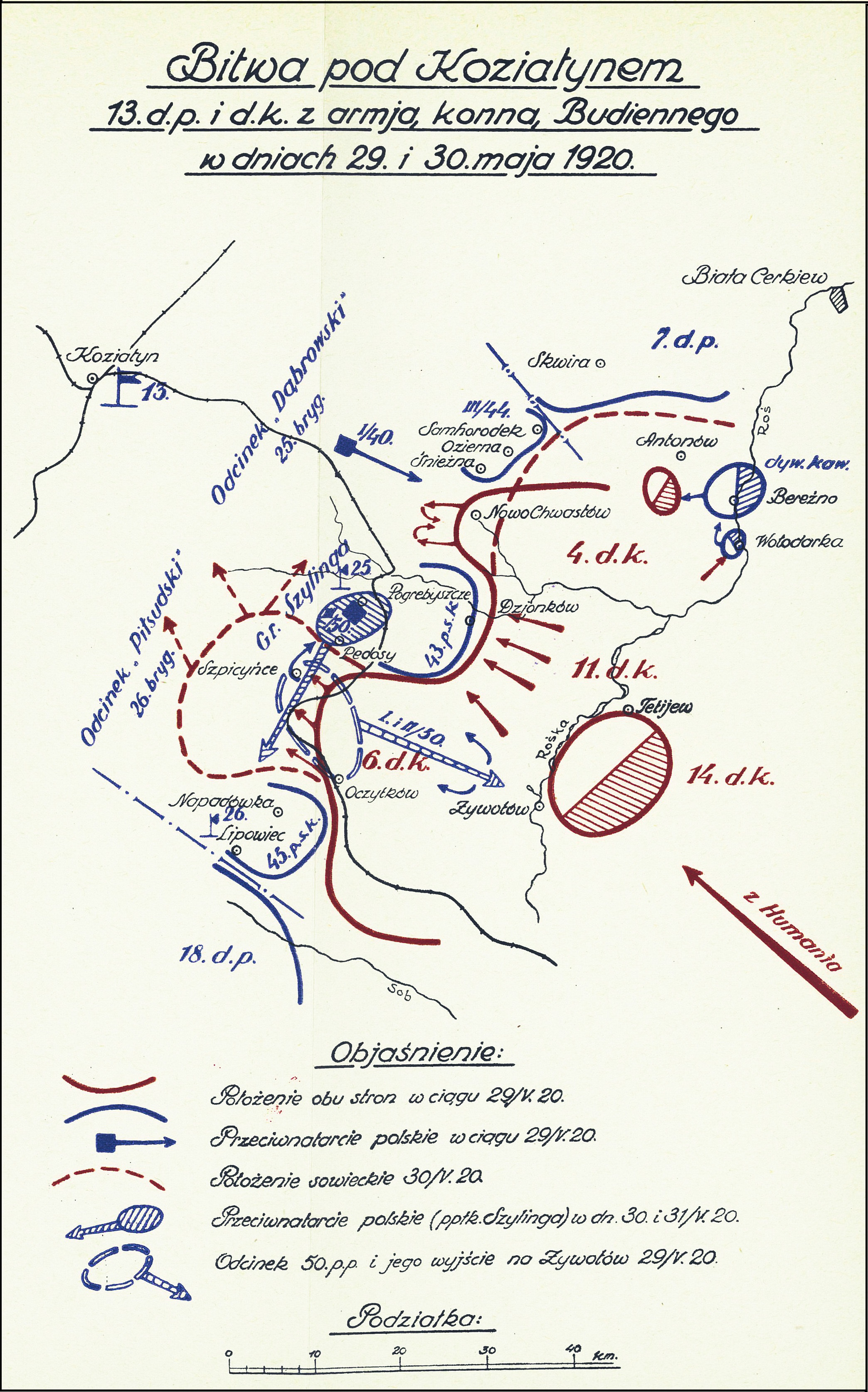
Gen. Tadeusz Kutrzeba
Wyprawa kijowska 1920 roku.

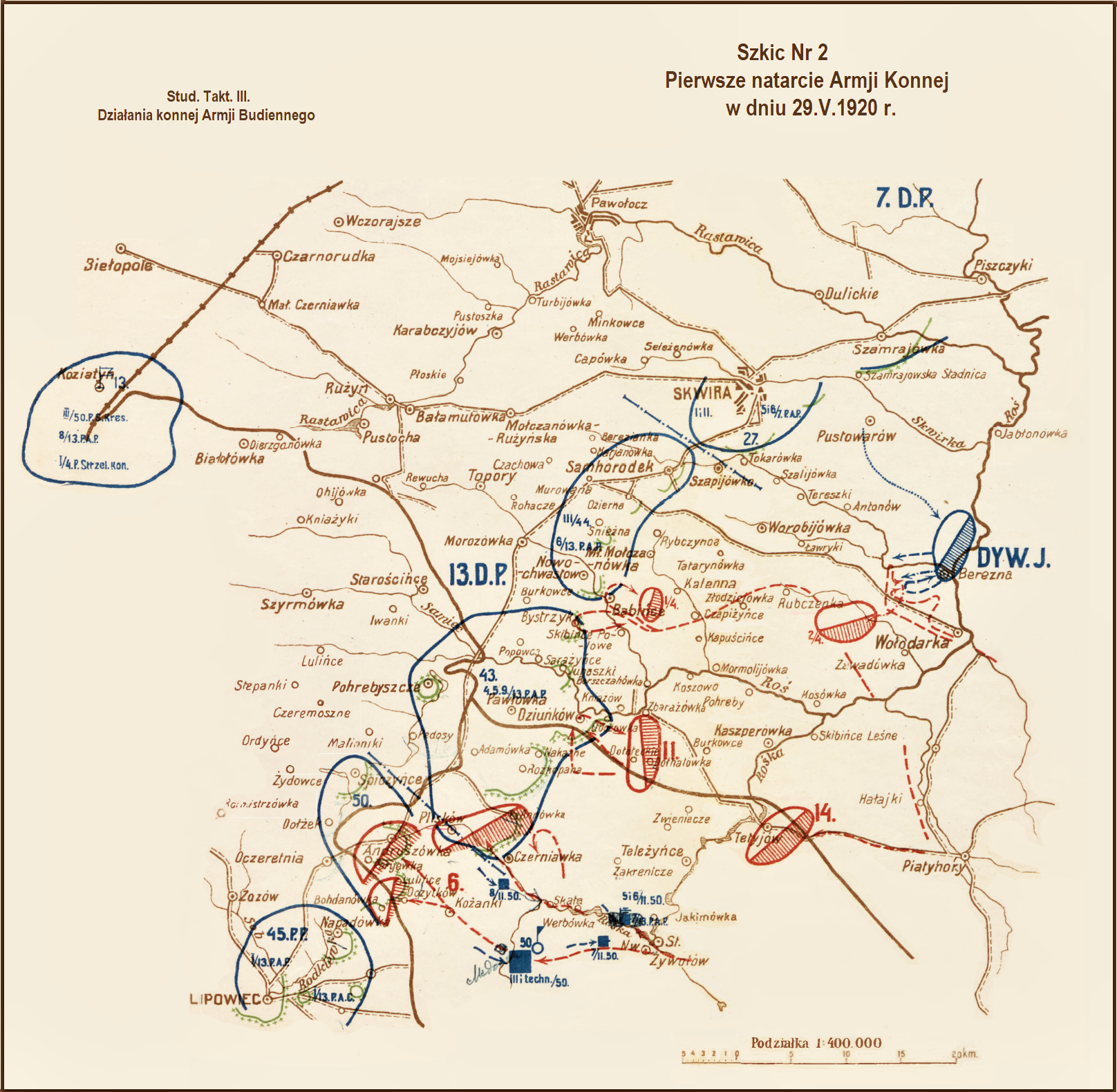
Mieczysław Biernacki,
Działania armji konnej Budiennego w kampanji polsko-rosyjskiej 1920 r.

Bój pod Annówką – walki polskiego 43 pułku piechoty z oddziałami sowieckiej 6 Dywizją Kawalerii toczone w okresie operacji kijowskiej w czasie wojny polsko-bolszewickiej.

## Sytuacja ogólna
25 kwietnia rozpoczęła się polska ofensywa na Ukrainie. Przeprowadzona w dwóch fazach operacja zaczepna polskich armii zakończyła się spektakularnym sukcesem. 7 maja, w zasadzie bez walki, Kijów został zdobyty, a bezpośrednio po zajęciu go dowództwo 3 Armii tworzyło na wschodnim brzegu Dniepru obszerne przedmoście. Zajęcie Kijowa i utworzenie przedmościa zakończyło polską ofensywę na Ukrainie.
Po zakończeniu ofensywy większość uczestniczących w niej jednostek polskich zorganizowała obronę obsadzając ważniejsze węzły komunikacyjne i wybrane miejscowości. Front ustabilizował się na linii od Prypeci, wzdłuż Dniepru, przez Białą Cerkiew, Skwirę, Lipowiec, Bracław, Wapniarkę do Jarugi nad Dniestrem. 3 Armia obsadzała odcinek od Prypeci do Skwiry, a od Skwiry do Dniestru biegł front 6 Armii.
26 maja 1 Armia Konna Siemiona Budionnego uderzyła na polskie linie obronne. 13 Dywizja Piechoty ze składu 6 Armii zaatakowana została w momencie, gdy jej oddziały znajdowały się częściowo w ruchu, dążąc do poprawy położenia i zajęcia dogodniejszych stanowisk nad rzekami Rosią i Rośką.

## Walki pod Annówką
Zgodnie z planem obrony dowódcy 13 Dywizji Piechoty, w trzeciej dekadzie maja 43 pułk piechoty urządził trzy ośrodki oporu. „Dziunków” obsadził I batalion wzmocniony 4 baterią 13 pułku artylerii polowej, „Rozkopane” - II batalion z  5 baterią  i  „Nowochwastów” – III batalion z 6 baterią. Dowództwo pułku stacjonowało w Pawłówce. Ośrodki oporu były systematycznie rozbudowywane i otoczone drutem kolczastym.  „Węzeł obronny” w Annówce obsadziła 5 kompania.
W tym czasie 1 Armia Konna, zgrupowana na linii Talne - Humań - Teplik, szykowała się do uderzenia w kierunku Koziatyna. Nocą z 28 na 29 maja sowiecka kawaleria ruszyła ku pozycjom 13 Dywizji Piechoty.
Maszerujące oddziały 6 Dywizji Kawalerii natknęły się pod Nowo-Żywotowem na pododdziały 50 pułku piechoty. Uderzenie mas kawalerii zmiotło z pozycji I/50 pp ppłk. Leona Juchniewicza, a w nierównej walce pod Medówką rozbity został II/50 pp.
Po rozbiciu batalionów 50 pułku piechoty, około 11.00  oddziały kawalerii podeszły pod Annówkę i uderzyły na węzeł obronny broniony przez 5 kompanię. Sowiecki atak zatrzymany został  ogniem karabinów oraz artylerii. Przeciwnik wycofał się i wprowadzając drugie rzuty uderzył na broniony przez 11 kompanię 45 pułku piechoty pobliski Plisków.
Masy kawalerii przedostały się przez zasieki i wybiły 11 kompanię. Ocalało jedynie kilku żołnierzy. Po opanowaniu Pliskowa, Sowieci zaatakowali Annówkę od południa. Po godzinnej walce 5 kompania, wraz z dwoma wspierającymi ją plutonami 6 kompanii, wycofała się pod Rozkopane i tutaj zorganizowała obronę. Sowiecka kawaleria została zatrzymana.

## Bilans walk
W bitwie pod Annówką Polacy stracili około 150 poległych, rannych i zaginionych.